# Sven Lange
Sven Lange, född 1868, död 1930, var en dansk författare. Han var son till Carl Georg Lange och far till Per Lange.
Lange blev student 1887 och debuterade 1893 med novellsamlingen Engelcke og andre Fortællinger. Han uppehöll sig 1893-1900 i utlandet, bland annat 1896-98 som redaktör av Simplicissimus. Från hans ungdoms och mandomstid stammar en lång rad intima skådespel, bland vilka märks Iris eller den usaarlige Frue (1897), De stille Stuer (1902), Samson og Delila (1909) och Kærligheden og Døden (1914). Intoma romaner från samma tid är Hjertets Gerninger (1900), Sommerleg (1902), Barnets Gave (1908) och Fru Gerda og hendes Moder (1915). På äldre dagar översatte han August Strindberg och diktade under hans inflytande en rad skildringar av den danska statskulturen och kulturhistorien dels i dramatisk dels i novellistisk form. Bland dessa märks En Dag paa Slot (1923) om Johann Friedrich Struensee, Amor og Bacchus (1926) om Knud Lyne Rahbek och Axel Heibergs tid, samt De første Kampe (1925) om Georg Brandes. Mest inflytande fick Lange som brandesianskt orienterad kritiker. Av hans recensioner utkom 1929 ett urval i två band under titlarna Meninger om Theater och Meninger om Litteratur.